# Assaut de Dammartin-en-Goële
Pour un article plus général, voir Attentats de janvier 2015 en France.
L’assaut de Dammartin-en-Goële (Seine-et-Marne) a lieu le 9 janvier 2015 après les attentats de janvier 2015 en France. C'est le dernier acte d'une traque entamée après l'attentat commis au siège de Charlie Hebdo le 7 janvier 2015 et se termine par la mort des deux auteurs, les frères Chérif et Saïd Kouachi.

## Déroulement
Le 9 janvier 2015 deux jours après avoir commis l'attentat au siège de Charlie Hebdo, les frères Chérif et Saïd Kouachi sortent d'un bois vers 8 h 10 et braquent une automobiliste à Montagny-Sainte-Félicité (Oise), puis prennent la direction de Paris à bord de sa Peugeot 206 grise. Une course-poursuite sur 27 km s'engage entre les gendarmes et les deux suspects sur la RN 2. Vers 8 h 35, ils se retranchent dans l'imprimerie Création Tendance Découverte à Dammartin-en-Goële (Seine-et-Marne), où se trouve le gérant de l'entreprise, Michel Catalano, qu'ils relâcheront vers 10 h 20,. Ce dernier explique que les deux forcenés possèdent des Kalachnikov, un lance-roquettes et des cocktails Molotov.
Une patrouille de gendarmerie de Dammartin-en-Goële, composée de deux gendarmes (Francis Fauchi et Mélanie Seguin), arrive sur les lieux. Les deux militaires sont alors uniquement armés de leur pistolet Sig Sauer et équipés de gilets pare-balles légers. Le véhicule de gendarmerie est criblée de balles. Francis Fauchi parvient à riposter avec son arme de service, blessant grièvement Chérif Kouachi à la gorge,. Alors qu'il est en mesure de l'achever, il préfère le laisser repartir dans le bâtiment, de peur que sa mort ne pousse son frère à tuer les otages. 
Deux employés sont présents dans l'imprimerie au moment où les terroristes font irruption dans le bâtiment. Le gérant est libéré au bout de deux heures. Le second, Lilian Lepère, 26 ans,, est le graphiste de l'entreprise. À la demande de son patron, pendant que celui-ci réussit à discuter avec les terroristes, il parvient à se cacher sous un évier dans la salle de restauration du second étage de l'entreprise. Il n'est pas découvert par les djihadistes et, durant plusieurs heures, parvient à échanger des SMS avec le Groupe d'intervention de la Gendarmerie nationale (GIGN). « Il a pu donner par SMS des éléments tactiques, comme sa position à l'intérieur des locaux, à la cellule négociation » du GIGN (Groupe d'intervention de la gendarmerie nationale), l'unité d'élite chargée de l'opération. « Il a également pu entendre les deux suspects parler », indique une source proche de l'enquête à l'AFP.
Les forces de gendarmerie et de police se déploient autour de l'entreprise. Cette dernière étant située en zone gendarmerie nationale (ZGN), l'affaire est prise en charge par la gendarmerie, notamment par le GIGN, dont le négociateur de première alerte, David Corona, tente d'entrer en contact avec les terroristes. Ses possibilités de négociation sont compromises par un coup de fil que le journaliste Igor Sahiri de BFM TV a passé au standard de l'imprimerie, saturant les lignes de communications de cette dernière et permettant aux frères Kouachi de délivrer leur message. Celui-ci entendu, ils n'attendent désormais plus qu'une chose : « mourir en martyrs ». Corona propose alors de faire chanter Chérif Kouachi en menaçant de révéler un élément compromettant de son passé (à savoir la présence d'images pédopornographiques sur un de ses ordinateurs), mais ses collègues du GIGN s'y opposent, de peur que cela l'énerve et « crée une situation incontrôlable ». Une négociation « classique » est alors privilégiée et Corona laisse le message suivant sur le répondeur de l'imprimerie : « Vous êtes encerclés, il n'y aura pas d'issue favorable. Je suis là pour vous tendre la main, vous êtes libres de la refuser. On peut discuter si vous le voulez. Si vous avez besoin d'eau, de manger, de quoi que ce soit, ça passera par moi. Je m'appelle David et vous pouvez me rappeler ». Les frères Kouachi l'écoutent à cinq reprises mais ne rappellent pas, malgré les hésitations de l'un d'eux.
Le chef de l'État François Hollande a décidé d'un assaut simultané à l'imprimerie de Dammartin-en-Goële et au magasin Hyper Cacher de la porte de Vincennes depuis 15 heures car « le preneur d'otage « de Vincennes » a menacé de tuer tous les otages si le GIGN donnait l'assaut à Dammartin où se trouvent les deux frères Kouachi »,. Alors que le GIGN s'apprête à lancer son assaut, les deux djihadistes, à 16 h 56, entrouvrent une porte d'entrée située au rez-de-chaussée et ouvrent le feu sur les gendarmes. Ces derniers répliquent, d'abord avec des grenades à effet de souffle pour les projeter à terre, mais les deux forcenés continuent de tirer. Les hommes du GIGN ouvrent alors le feu et tuent les deux hommes,. Un gendarme est blessé lors de l'assaut qui dure moins d'une minute.
Selon le procureur de la République de Paris, François Molins, les deux frères étaient en possession de deux fusils d'assaut Kalachnikov, d'un lance-roquettes avec roquette engagée, de dix grenades fumigènes et de deux pistolets automatiques,. Les démineurs ont retrouvé sur le corps d’un des deux terroristes une grenade, qui pourrait avoir été disposée en guise de piégeage.

## Suites
Le Canard enchaîné affirme dans son édition du 12 octobre 2016 que le bâtiment de l'imprimerie a été inutilement endommagé par les charges explosives que le GIGN avait placées alors que plus rien n'aurait justifié leur mise à feu. Après la réouverture de l'établissement, le président de la République François Hollande demande que les cartes de vœux de l'Élysée imprimées y soient commandées.
Du 7 octobre 2016 au 7 juillet 2017, la portière de la Ford Focus criblée de balles par les Kouachi est exposée au musée de la Gendarmerie nationale de Melun dans le cadre de l'exposition « Les sciences du crime »,. 

### Note
1. ↑  « De Vincennes » est un abus de langage, cet Hyper Cacher étant situé non dans cette commune, mais avenue de la Porte-de-Vincennes, dans le vingtième arrondissement de Paris.